# Charles Franklin Reaugh
Charles Franklin Reaugh (29. prosince 1860 Jacksonville – 6. května 1945 Dallas) byl americký umělec, fotograf, vynálezce, učitel, přezdívaný doyen texaských malířů.

## Životopis
Narodil se 29. prosince 1860 ve městě Jacksonville. Je autorem celé řady kreseb a obrazů Velké planiny a jihozápadu Spojených států. Byl součástí Společnosti západních umělců. Zemřel v Dallasu v roce 1945.

## Galerie

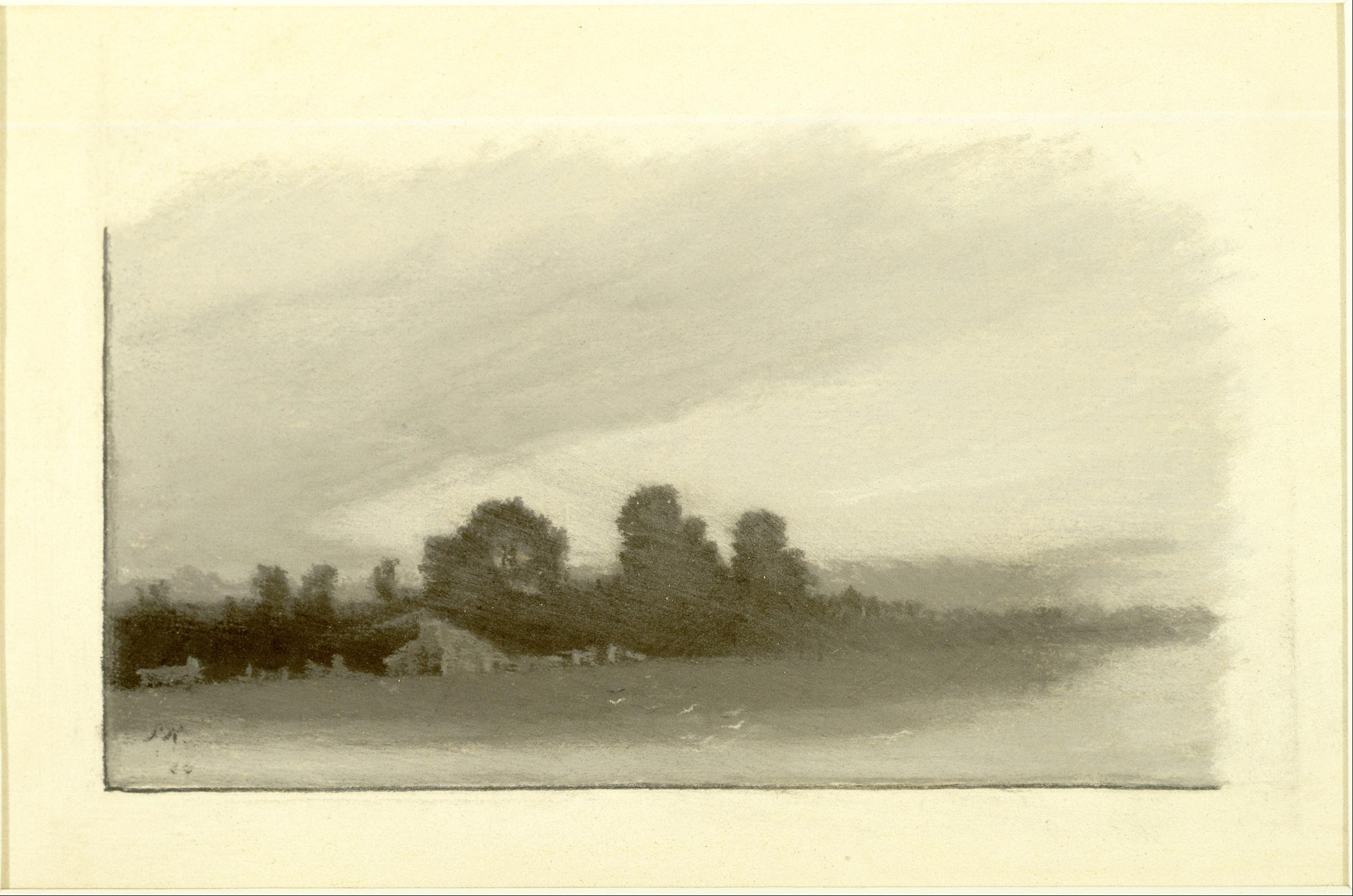
Terrell, Texas
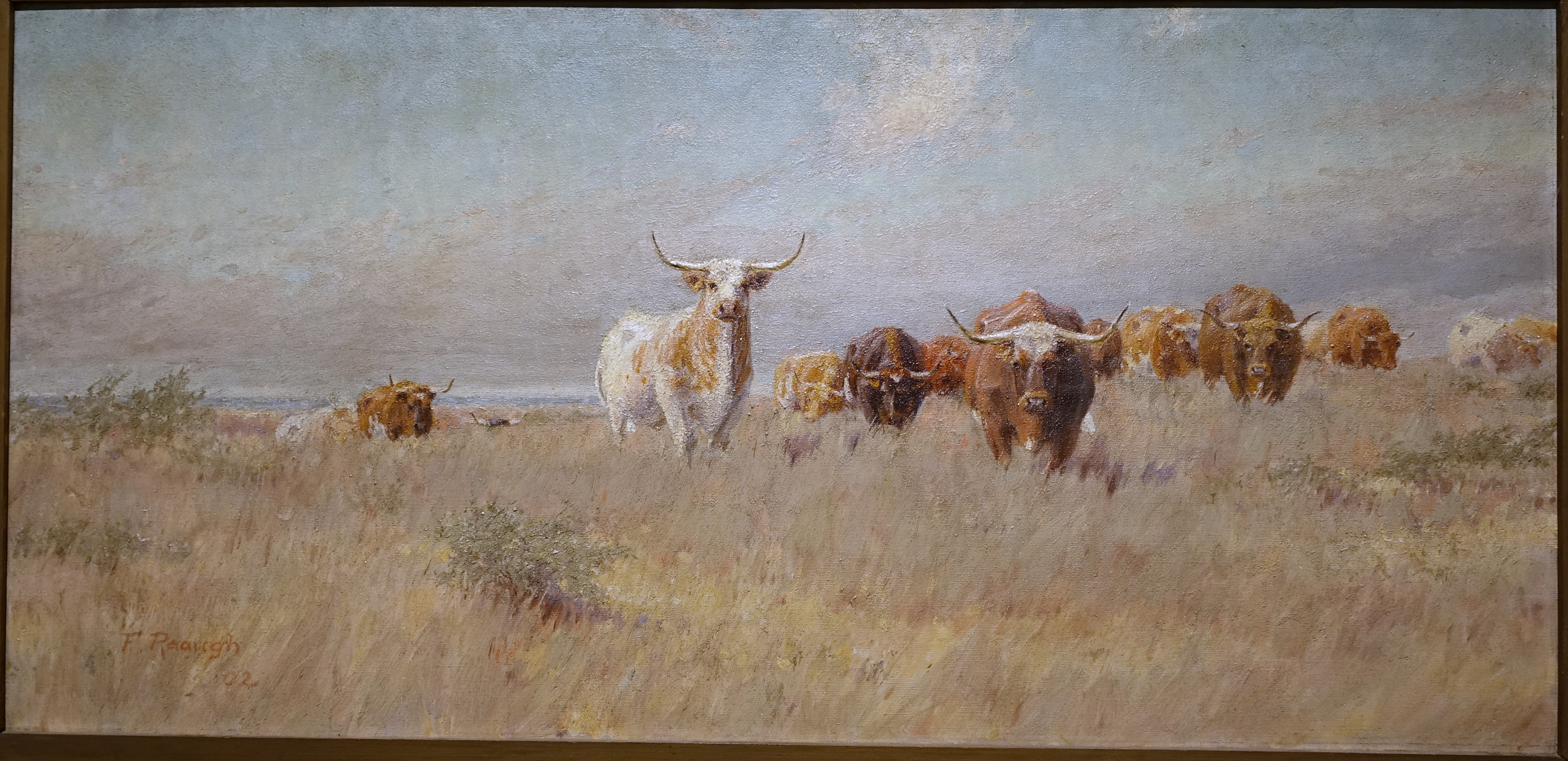
Approaching Herd, 1902, olej na plátně mounted on masonite - Harry Ransom Center - University of Texas at Austin
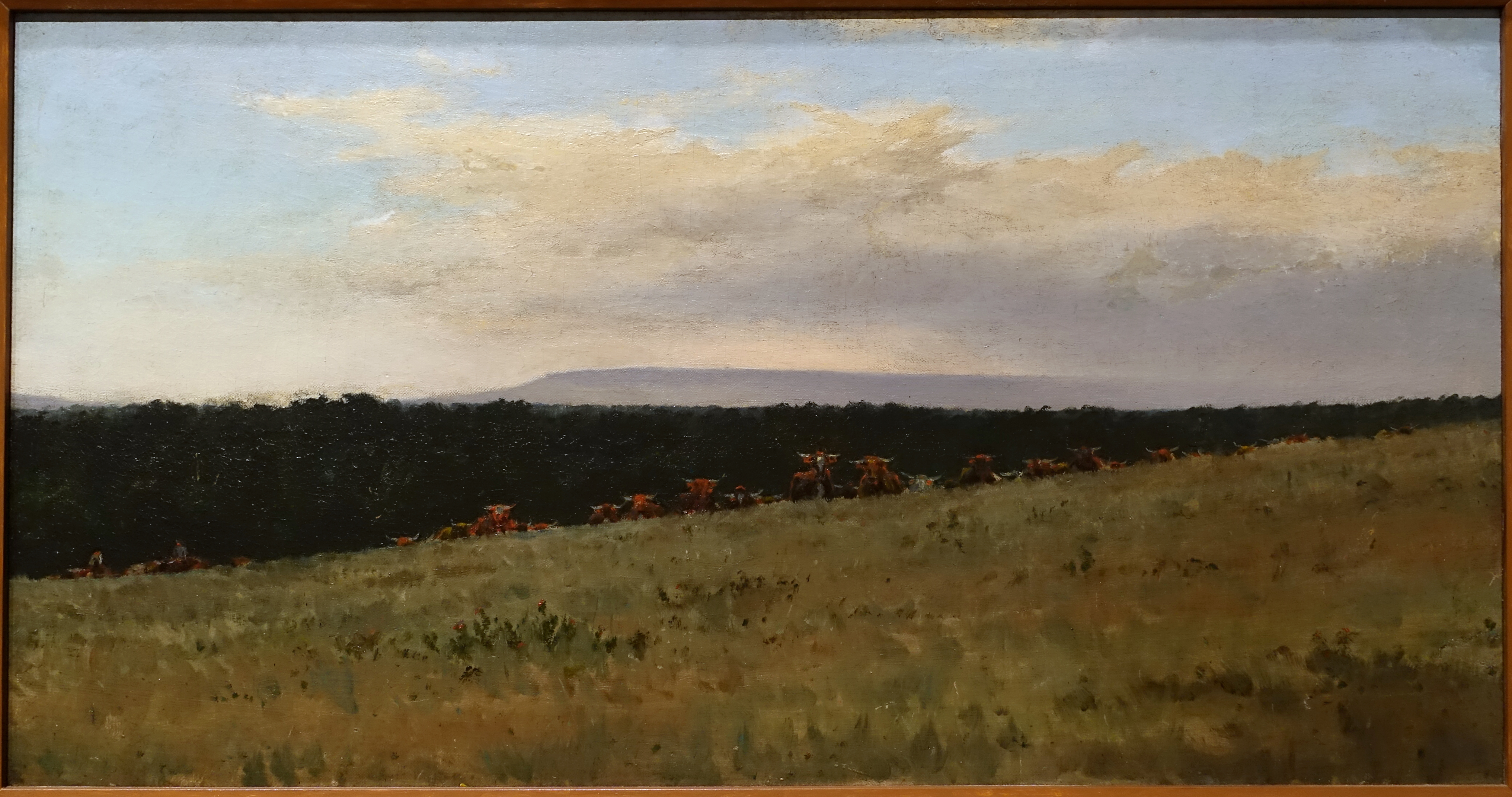
Coming Herd, After a Rain, asi 1895, olej na plátně - Harry Ransom Center - University of Texas at Austin
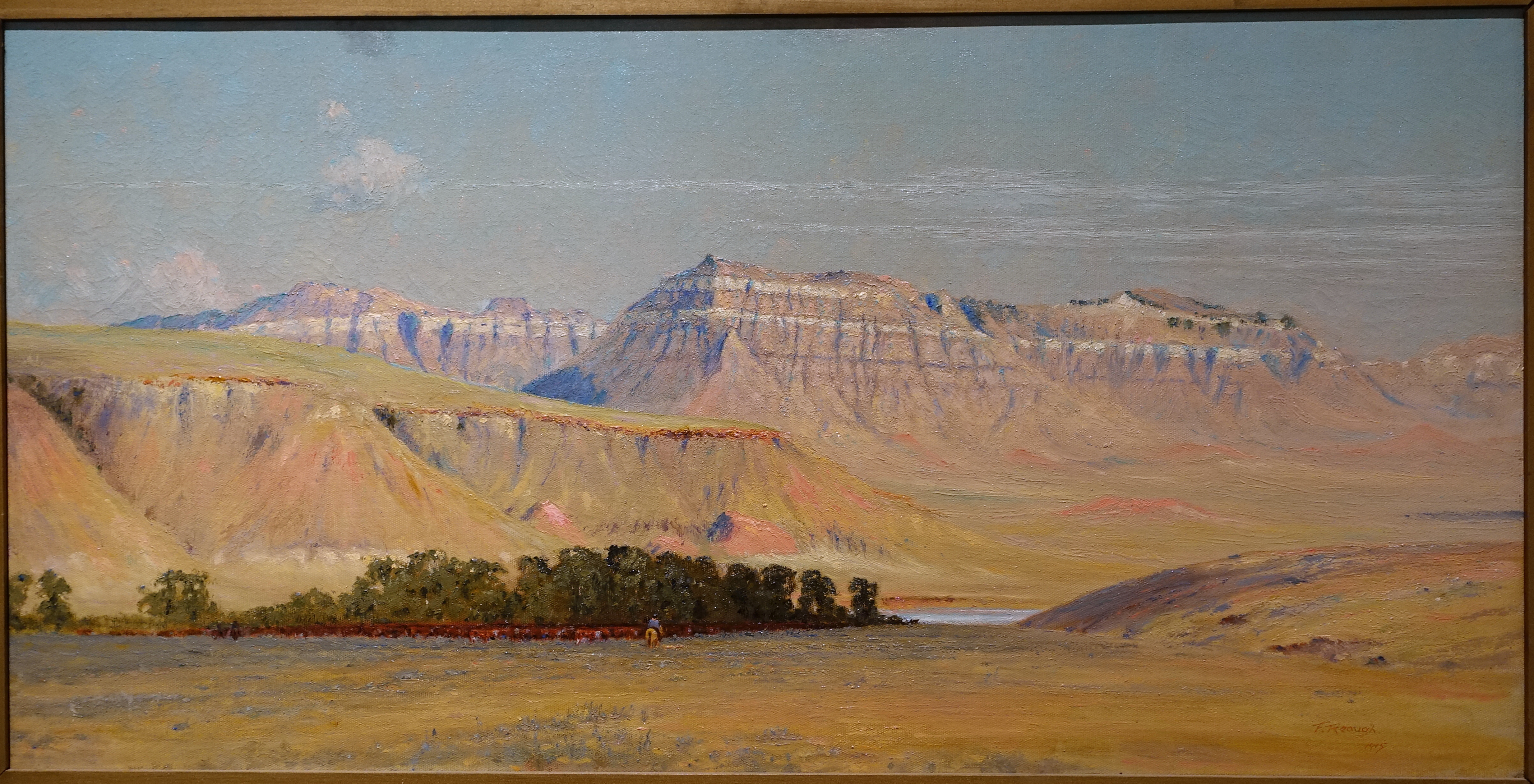
Powder River, 1915, olej na plátně - Harry Ransom Center - University of Texas at Austin
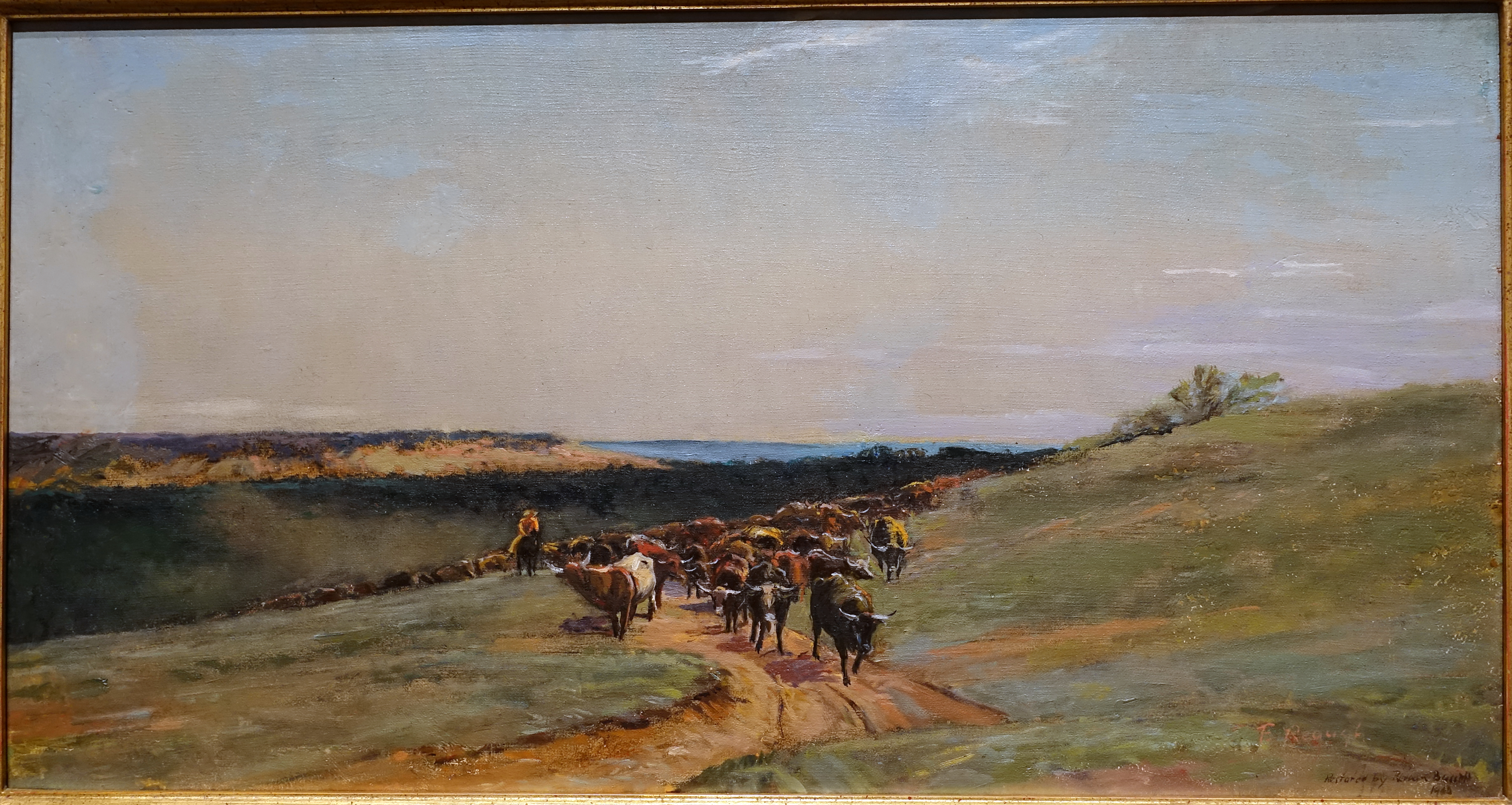
Scene on the Brazos, undated,olej na dřevě - Harry Ransom Center - University of Texas at Austin
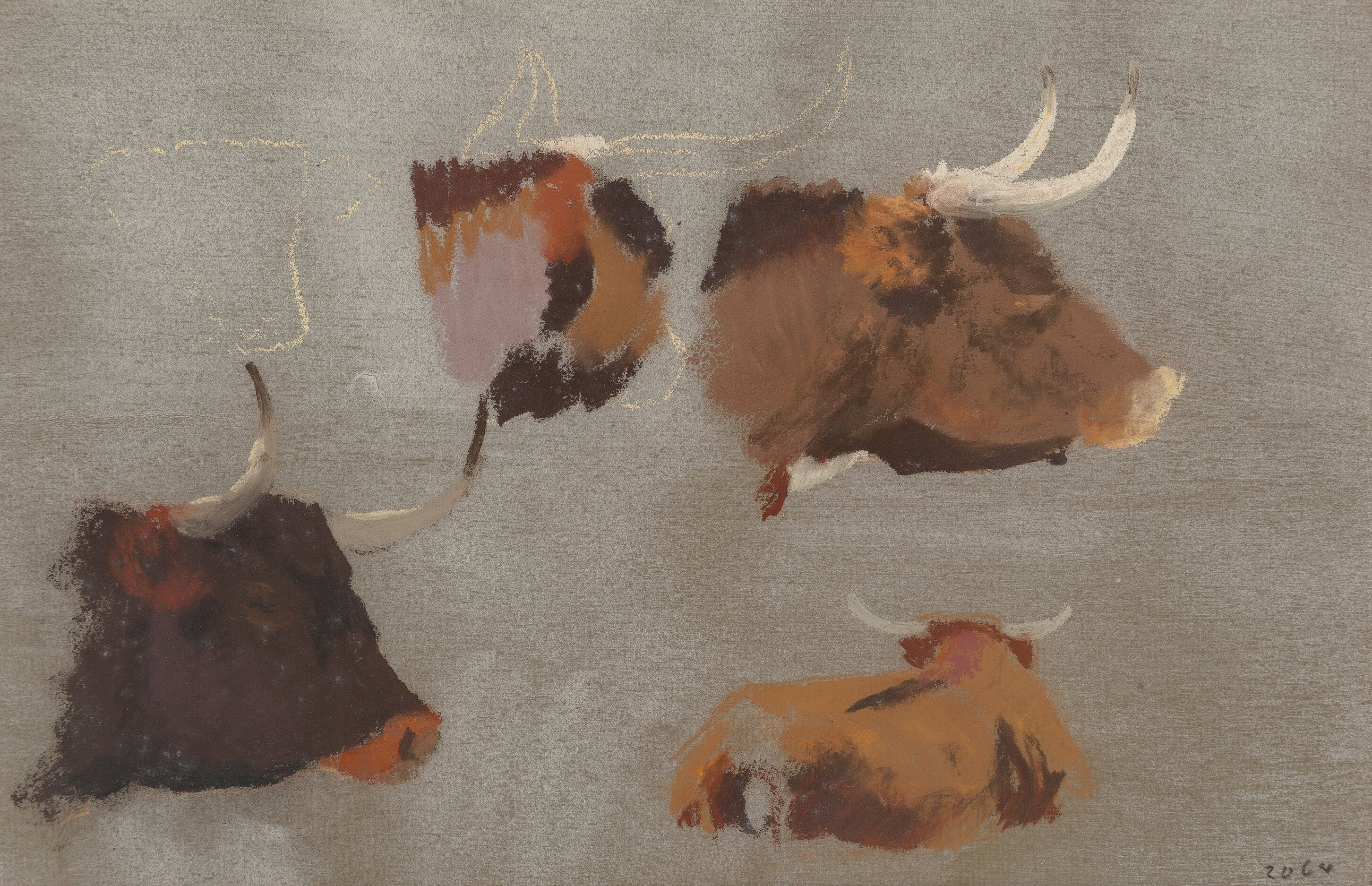
Longhorn Studies, 1897, pastel
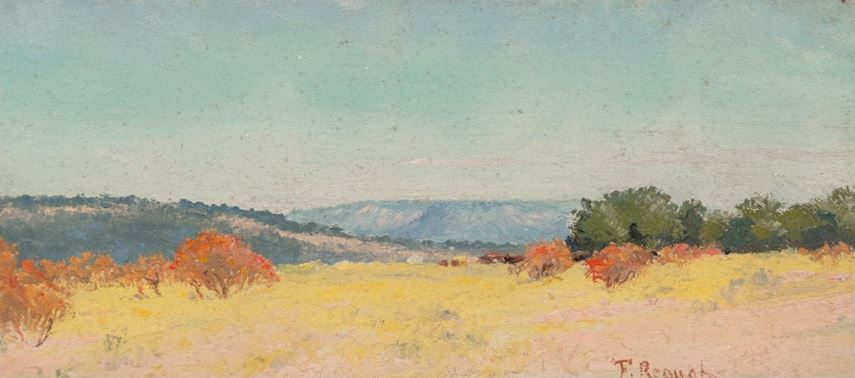
Podzim
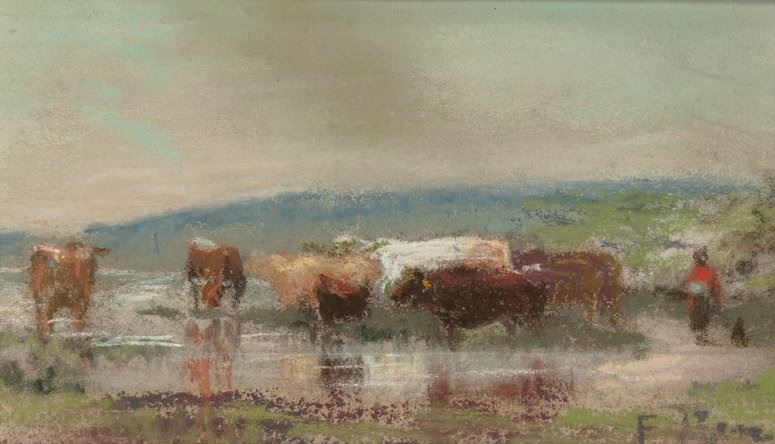
Dobytek